# Worldline
Worldline SA is een Frans betalingsverwerkingsbedrijf dat in 1972 werd opgericht. Het verzorgt de betalingen in winkels en bij online aankopen. Worldline is te vergelijken met het Nederlandse betaalbedrijf Adyen of het Zweedse Klarna.

## Activiteiten
Worldline zorgt ervoor dat consumenten in webshops met bankpassen, creditcards of PayPal kunnen betalen, maar het verwerkt ook pintransacties. Het bedrijf is actief in 40 landen en telde ruim 18.000 medewerkers in 2024. De meeste werknemers zijn actief in Frankrijk, Duitsland, India, Nederland en België.
Het is geen bank, maar is een intermediair tussen de verkoper en koper. Het verzorgt het gehele traject van de betaling, tussen point of sale en de bank of creditcardmaatschappij. Voor deze dienstverlening verkrijgt Woldline een vergoeding. In de landen waar het bedrijf actief is, zijn de centrale banken de belangrijkste toezichthouders.
In 2024 behaalde het een omzet van € 4,6 miljard, waarvan 10% buiten Europa.

### Resultaten
Worldline leed in 2023 een verlies, na een bijzondere afschrijving van € 1,15 miljard. De consumenten gaven minder geld uit, dus minder transacties, vanwege inflatie en hoge rentetarieven. Worldline maakte bekend circa 1440 banen te schrappen om zo de kosten te verlagen. Personeelskosten maakten bijna 40% uit van de totale kosten.
In het eerste halfjaar van 2025 leed het bedrijf een verlies van € 4,2 miljard. Dit werd vooral veroorzaak door een afboeking op de goodwill met € 4,1 miljard. Zonder bijzondere posten kwam de genormaliseerde winst uit op € 121 miljoen. Per jaareinde 2024 had Worldline nog € 8,2 miljard aan eigen vermogen op de balans staan, na dit grote verlies resteert nog ongeveer vier miljard euro.
| Jaar | Omzet         | Bedrijfs- resultaat | Netto- resultaat | Werknemers |
| Jaar | (× € miljoen) | (× € miljoen)       | (× € miljoen)    | Werknemers |
| ---- | ------------- | ------------------- | ---------------- | ---------- |
| 2020 | 2748          | 521                 | 164              | 20.709     |
| 2021 | 3689          | 668                 | −751             | 16.896     |
| 2022 | 4364          | 864                 | 299              | 18.054     |
| 2023 | 4610          | 790                 | −817             | 18.402     |
| 2024 | 4622          | 687                 | −297             | 18.112     |

## Geschiedenis
De eerste activiteiten op het gebied van de verwerking van betalingen met betaalkaarten dateren uit de jaren 1970. Aanvankelijk was de bedrijfsnaam Sligos, na de fusie in 1973 van Sliga, een dochteronderneming van de bank Le Crédit Lyonnais, en Cegos. In 1997 diversifieerde het bedrijf zich naar onlinebetalingen met Axime.
In 2004 integreerde Atos haar betalings- en online serviceactiviteiten in een nieuwe divisie die de naam Atos Worldline kreeg. In 2006 volgde de overname van de Belgische bedrijven Banksys, verantwoordelijk voor de beveiliging en garantie van elektronische betalingen in België, en Bank Card Company, gespecialiseerd in het beheer van betalingssystemen die verbonden zijn met de twee grootste kredietkaartnetwerken van het land, VISA en MasterCard. De verkopers waren vier Belgische grootbanken.
In 2013 werd het Indiase bedrijf Venture Infotek overgenomen. Dit bedrijf, ook gespecialiseerd in betalings- en transactieverwerking, had voornamelijk lokale klanten. Atos Worldine had op dat moment een jaaromzet van € 844 miljoen en telde 4800 werknemers. Met de overname van Venture Infotec kwamen er 500 medewerkers bij.
In 2013 kreeg Atos Worldline meer autonomie binnen Atos. In 2014 volgde een gedeeltelijke verkoop, Atos Worldline kreeg een beursnotering waarbij Atos een aandelenbelang van 26,6% afstootte. Deze plaatsing vertegenwoordigde een waarde van € 575 miljoen, waardoor heel Worldline een beurswaarde kreeg van € 2,1 miljard.
In november 2015 fuseerde Worldline haar activiteiten op het gebied van elektronische verwerking van financiële transacties met het Nederlandse bedrijf Equens. Worldline betaalde € 72 miljoen en kreeg een belang van 63,6% in de nieuwe combinatie equensWorldline. Het minderheidsbelang bleef bij de aandeelhouders van Equens, dat waren Nederlandse, Duitse en Italiaanse banken. Worldline kreeg wel de optie om de resterende aandeelhouders uit te kopen en dit gebeurde in september 2019.
In november 2018 werd de overname van Six Payment Services (Europe) SA, de divisie betalingsdiensten van de Zwitserse SIX Group, afgerond. De overnamesom van € 2,3 miljard werd voornamelijk voldaan door de uitgifte van nieuwe aandelen. Met de integratie van de 1600 werknemers van SIX Payment verkreeg Worldline de nummer één positie in Zwitserland, Oostenrijk en Luxemburg. SIX Group had na de transactie een aandelenbelang van 27% in Worldline.
In januari 2019 kondigde Atos, dat destijds nog een aandelenbelang van 50,8% had, de verkoop aan van een aandelenpakket van 23,4% in Worldline. In mei 2019 kregen de aandeelhouders van Atos, naar rato van hun belang in Atos, aandelen Worldine. Atos had na deze transactie nog een kwart van Worldline in handen.
In februari 2020 kondigde Worldline de overname aan van Ingenico, wereldleider op het gebied van point of sale betalingen. De transactie was in aandelen en vertegenwoordigde een waarde van € 7,8 miljard. Na de transactie hadden de aandeelhouders van Worldline een belang van 65% en die van Ingenico de resterende 35%. Na deze aankondiging maakte Atos bekend afscheid te nemen van een pakket aandelen waarna het een belang van 3,8% in Worldline overhield. Bpifrance gaf op dat moment aan het belang te willen verhogen.
In maart 2020 werd het aandeel Worldline opgenomen in de belangrijkste nationale aandelenindex, de CAC 40. Op dat moment had het bedrijf een beurswaarde van € 11 miljard.
In april 2020 werd de overname van GoPay aangekondigd, een specialist in online betalingen in Oost-Europa. Met deze overname versterkte Worldline haar marktpositie in Oost- en Centraal-Europa.
In maart 2022 breidde Worldline de activiteiten uit naar Japan. In april 2022 volgde Australië, het kocht voor AU$ 485 miljoen een belang van 51% in de elektronische betalingsactiviteiten van ANZ Bank.

## Kritieken
In juni 2025 beschuldigde een netwerk van internationale pers-onderzoekers, opererend onder de naam "Dirty Payments", het bedrijf ervan decennialang miljarden euro's aan frauduleuze of onethische betalingen te hebben verwerkt. Het in Duitsland gevestigde Payone, waarvan Worldline 60% in handen had, werd in 2023 door de Bundesanstalt für Finanzdienstleistungsaufsicht ervan beschuldigd te hebben gehandeld met klanten met een hoog risico, die gevoelig waren voor witwassen. Payone verbrak naar eigen zeggen de banden met deze klanten in de zomer van 2023, maar ze werden blijkbaar gewoon overgedragen aan een andere dochteronderneming van Worldline, aldus de onderzoekers.
Worldline mag geen frauderende klanten faciliteren, maar uit onderzoek blijkt dat Worldline regelmatig wegkeek bij lucratieve klanten met hoge fraudepercentages. In plaats van deze klanten aan te spreken of als klant af te wijzen, bleef het samenwerken om daarmee de inkomsten van de transacties veilig te stellen. Worldline nam maatregelen om de fraude te verbergen in plaats van te bestrijden. De publicatie van de bevindingen resulteerde in een forse koersdaling.